# 16449 Kigoyama
16449 Kigoyama (1989 SO) là một tiểu hành tinh vành đai chính được phát hiện ngày 29 tháng 9 năm 1989 bởi T. Fujii và K. Watanabe ở Kitami.